# Berlini Állatpark
A Berlini Állatpark (Német nyelven: Tierpark Berlin) egy állatkert Németország fővárosában, Berlinben. A Berlini Állatkert társintézménye. A 160 hektáros területével Európa legnagyobb területű állatkertje.

## Története
1954-ben alapították.
Hamarosan a világ egyik legnagyobb gyűjteményű állatkertjévé vált. Ebben az időszakban lett Heinrich Dathe az igazgató, akinek a nevéhez fűződik az Alfred Brehm-ház felépítése.

## Gyűjteménye
Jelenleg 689 gerinces- és 101 gerinctelen fajt tartanak. Híres az Állatpark szarvasgyűjteménye, mely jelenleg 16 fajt számlál.

## Képek

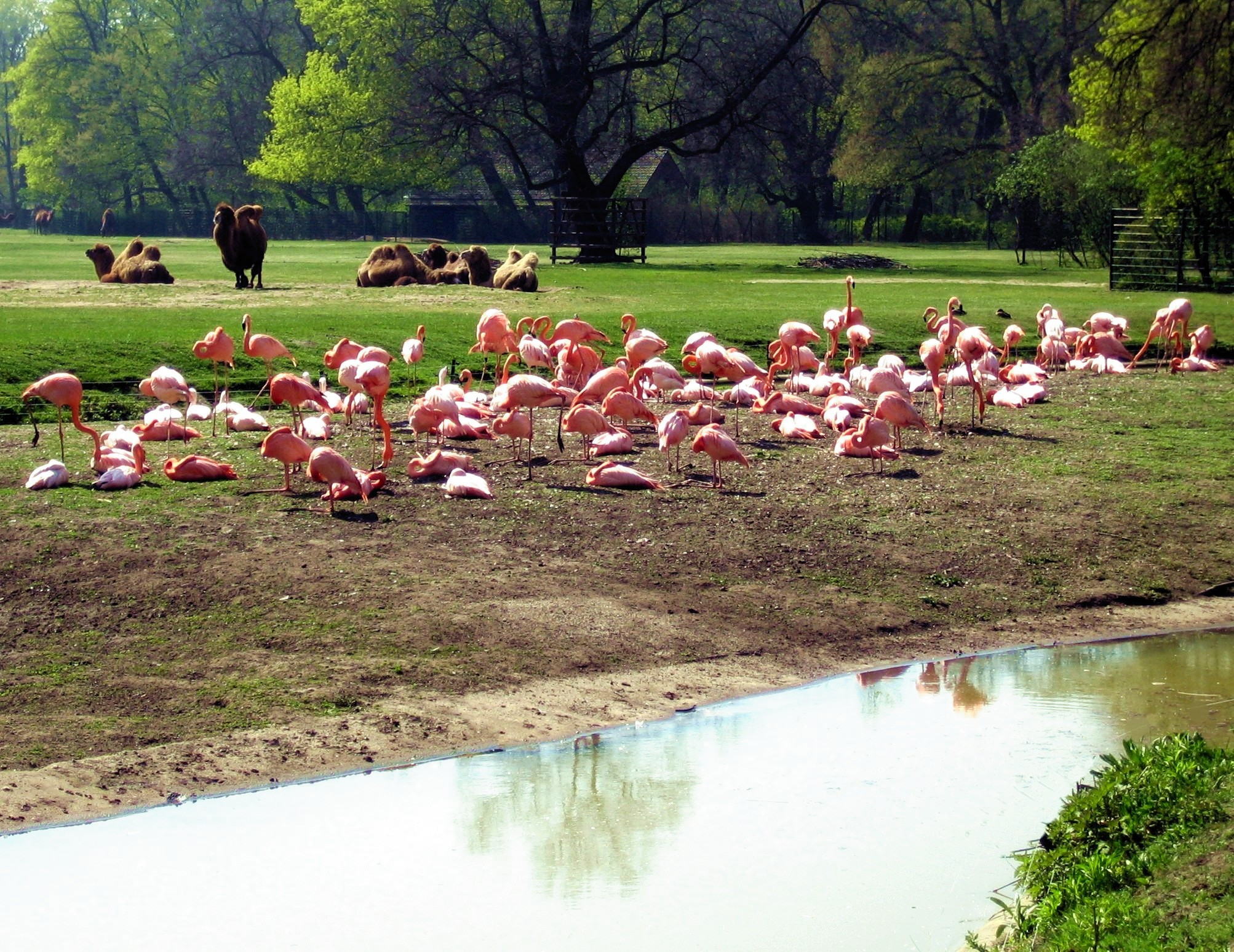
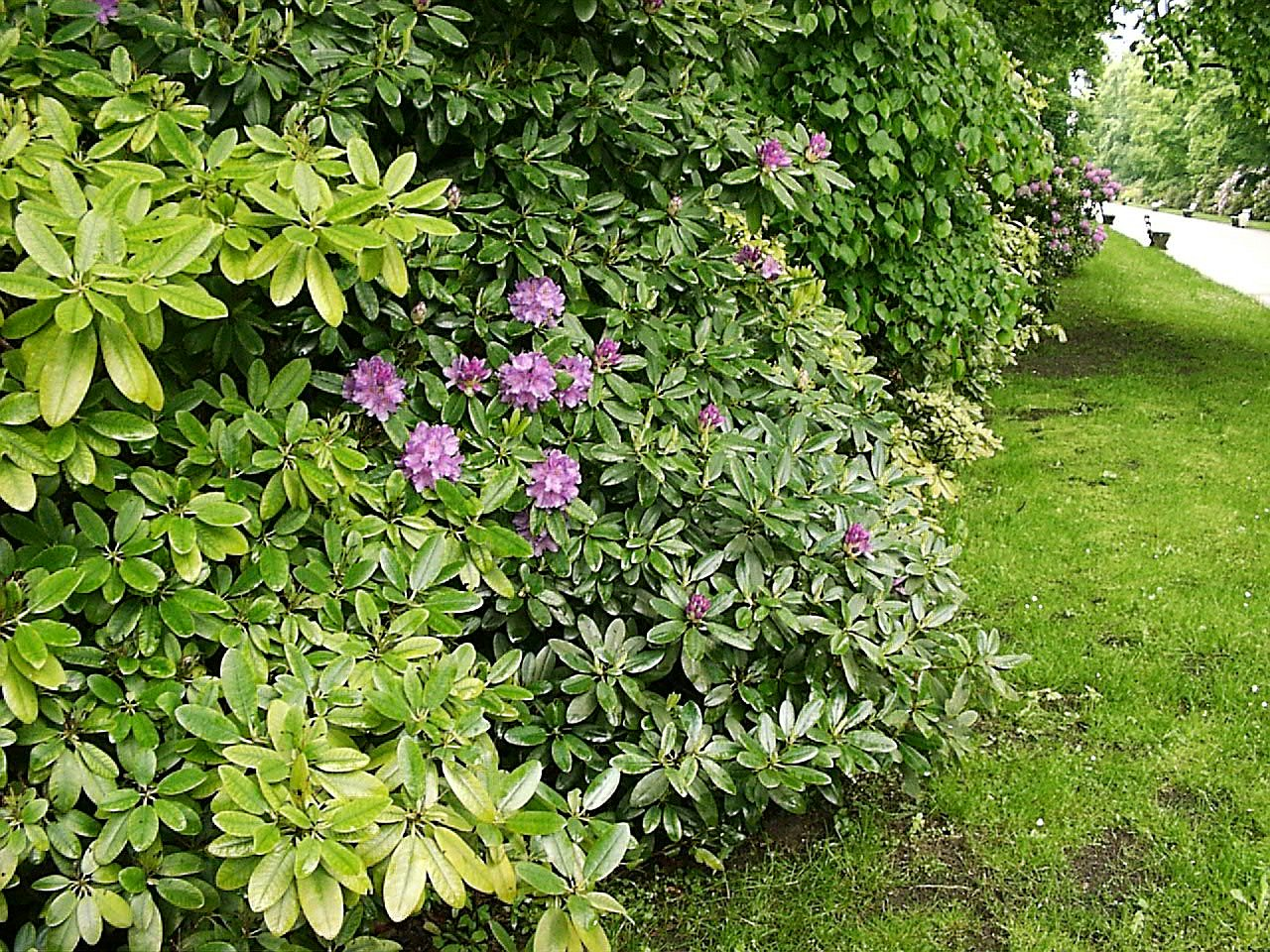
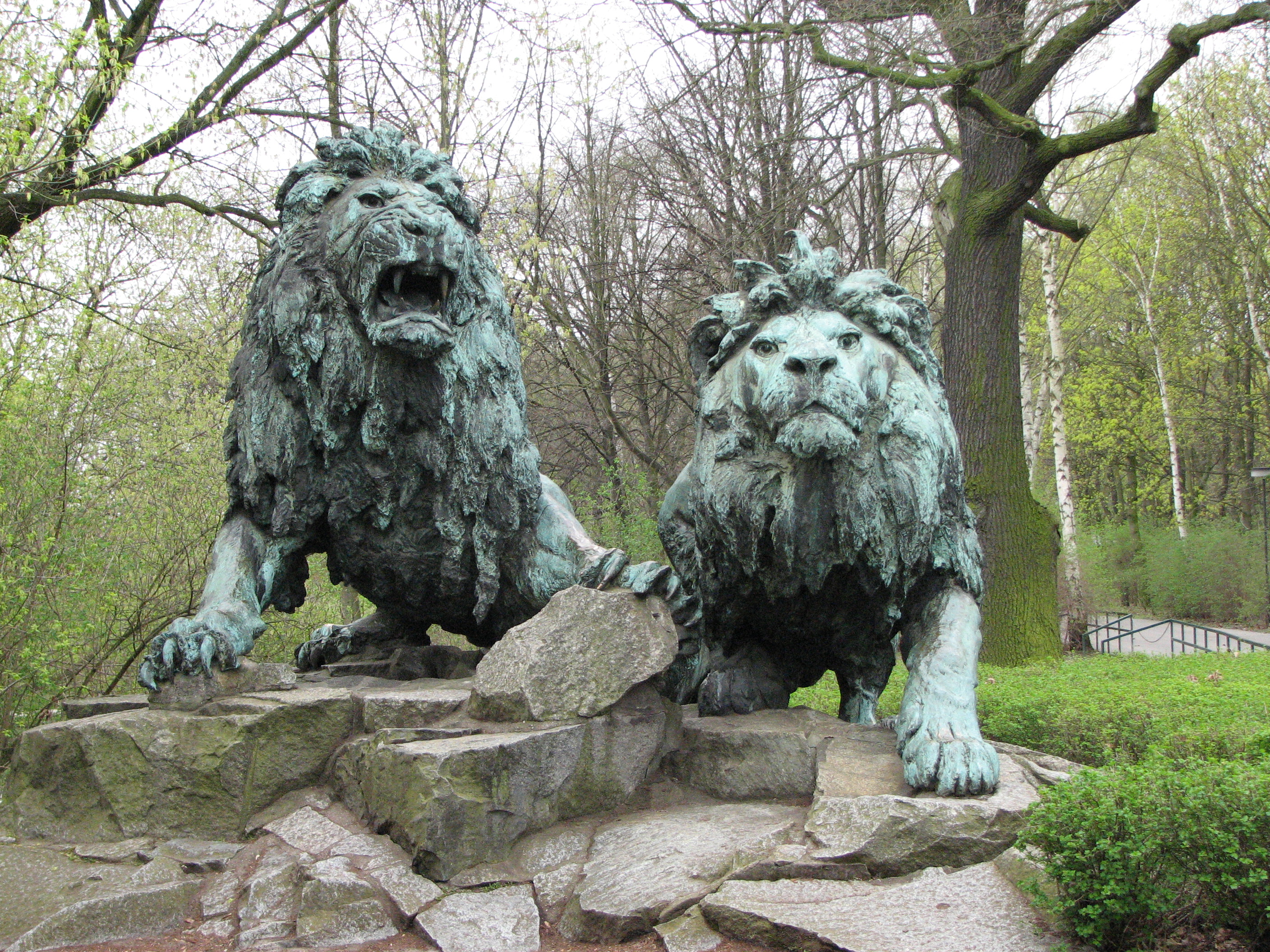
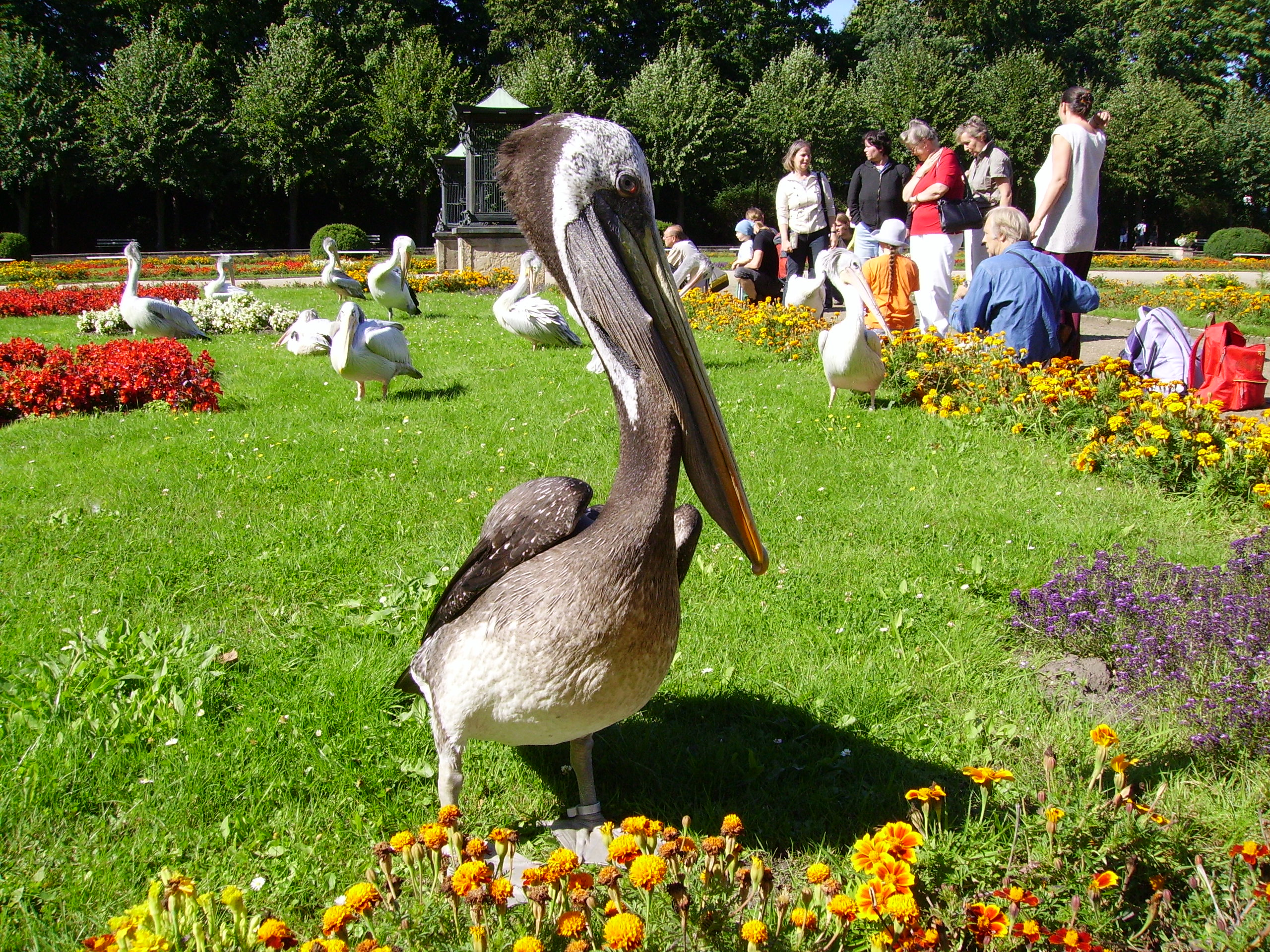
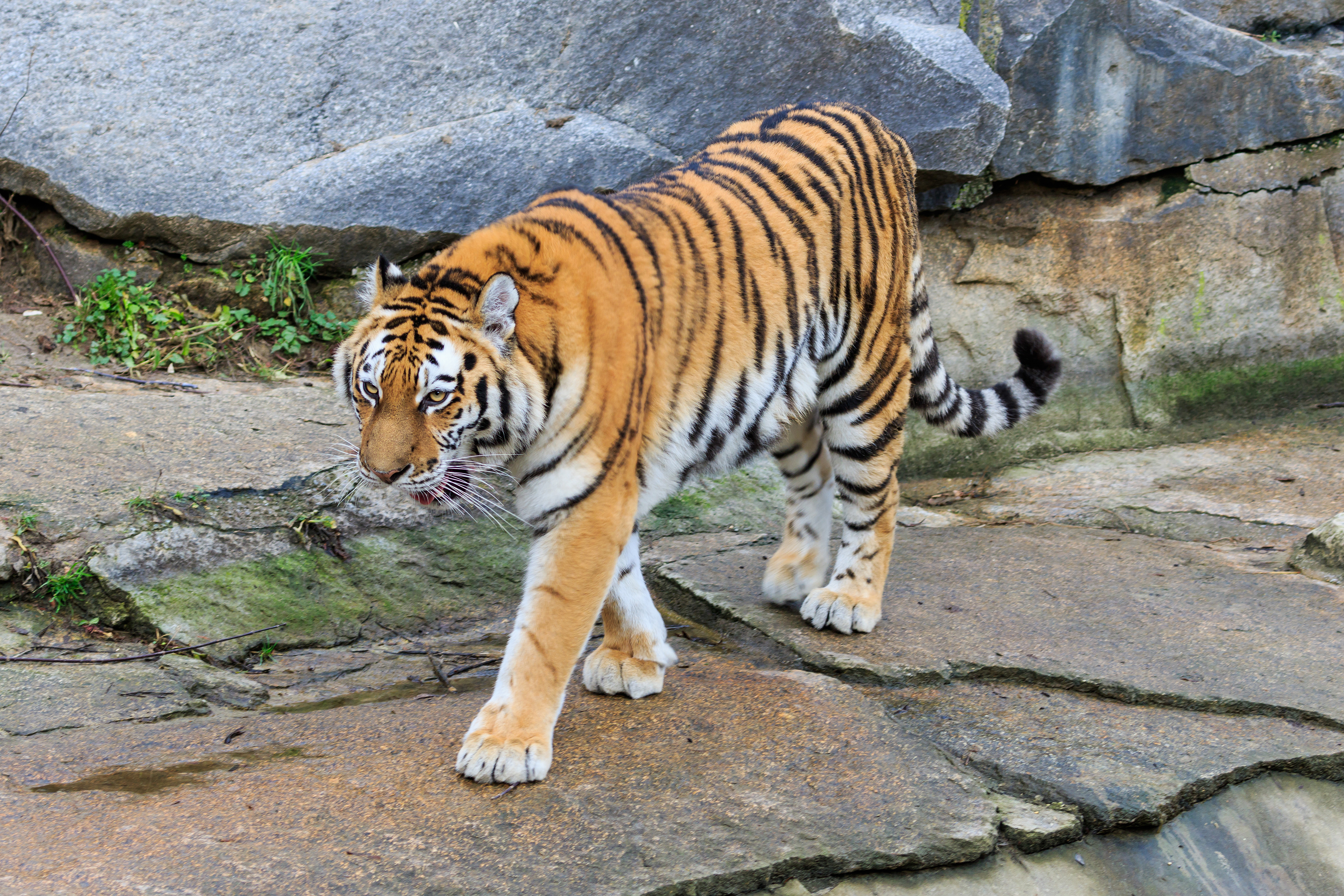
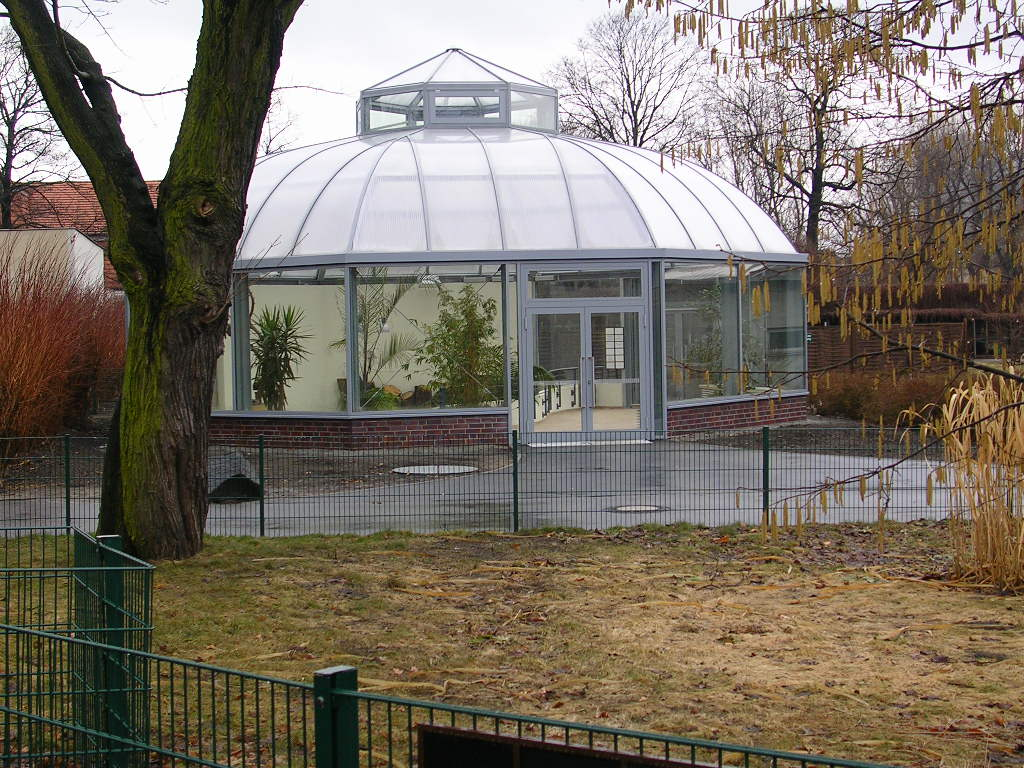
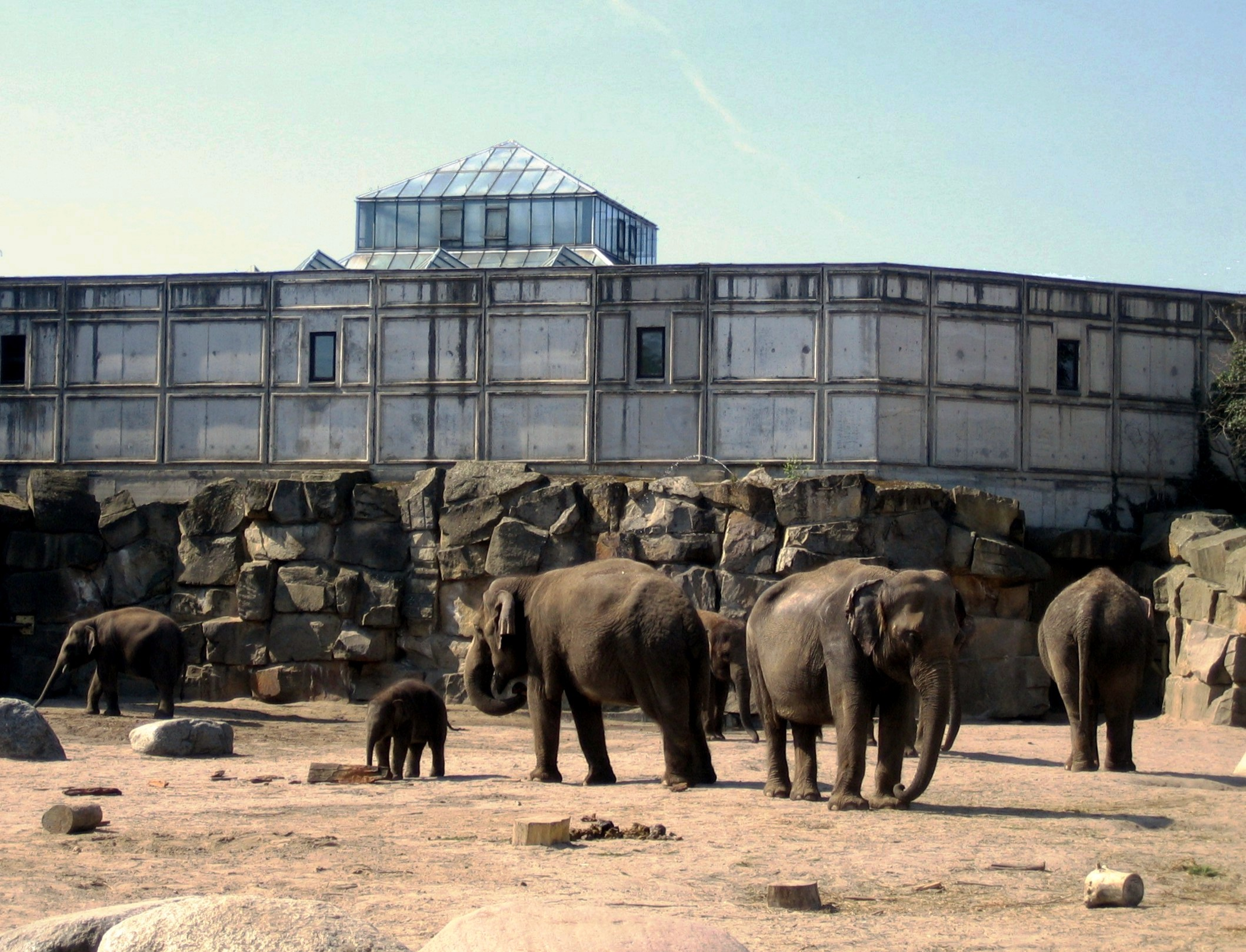